# Epalzeorhynchos bicolor
Epalzeorhynchos bicolor је зракоперка из реда Cypriniformes.
Биколор је као што му име каже, двобојна риба: његово тело је већином црне боје, док му је реп изразито црвене боје, која у појединим случајевима зна вући на наранџасто. Контраст између те две боје је веома изражен и веома леп. Ако је боја рибе мало сивкаста или бледа то је обично знак за узбуну. Риба је у том случају, лошег здравља, под стресом је или су вредности воде унутар самог акваријума лоши. Риба је издуженог облика, благо пљосната ајкуластог изгледа. Мале главе са великим очима. Уста су у положају надоле са два пара бркова изнад њих, који му помажу да струже храну са дна реке или са листова биљака.
Што је биколор старији боје постају интензивније, црна прелази у баршунасто црну, а самим тим он постаје лепши. Неискусни акваристи се често збуне и забрину без потребе када опазе малу белу тачку на врху леђног пераја. То је сасвим нормално и није знак никакве болести. Приликом куповине препоручује се да се изабере риба чија је боја што тамнија, која је активна и креће се слободно, не мирује на дну и не крије се у углу или иза декорације.
Самац по природи и веома територијалан, биколор се може назвати недруштвеним. Не подноси присуство других мужјака своје врсте. Иако је некад безопасан по остале становнике акваријума, у већини случајева је прави напасник. Неке врсте риба могу остати мирне, иако зна узнемиравати друге својим изненадним и брзим покретима. Што је старији и већи постаје агресивнији и територијаланији, чак и према већим рибама од себе. Његов грубијански карактер, често уноси немир у акваријум. Зна да гања рибе које имају изражену црвену боју, јер их сматра за супарнике, док рибе које немају сличности у изгледу или боји са њим, зна да игнорише.
Одличан пливач и још бољи скакач. Спретан, веома покретан, брз са брзом променом правца. Због тога треба му омогућити што већи простор за пливање и обавезно имати поклопац на акваријуму, да би спречили могуће искакање рибе из акваријума.
Најчешће у продаји се могу наћи у величини од 4 до 5 цм. Изузетно издржљиви и лако се прилагођавају сваком типу акваријума. Прија им мало киселија вода, или умерено тврда. Због своје нарави и агресивног понашања апсолутно је неприлагодљив за заједнички живот са мањим и осетљивијим врстама, јер брзо достигне своју пуну величину. Као и у природи зна да достигне 15 цм и под одговарајућим условима живи од 6 до 8 година.
Боље је увести у акваријум младог биколора, са већ присутним становницима, него увести нове и младе рибе у акваријум у коме је већ један одрастао примерак. Биколор има тенденцију да неки пут уђе у групу са ботиама (Botia macracantha) и да са њим обитава у некој врсти заједнице. Мада зна да исказује и агресивност према њима, обично због црвене боје њиховог репа. За разлику од амонијера алгара (Gyrinocheilus aymonieri) кога обично не подноси и јури све време.
Висина воденог стуба није од превеликог значаја за држање, али је обавезно обезбедити велику површину за кретање. Поред простора за пливање, потребно му је обезбедити убиљен простор, густо засађен са доста места за скривање; пећинице, пањеви и сл. Те да сама риба има доста места у сенци јер потиче из доста тамних и киселих вода. Филтрација мора бити добра, са протоком воде на сат, који је два до три пута већи од укупне запремине акваријума. Али не би требало да се стварају прејаке струје унутар самог акваријума, пре свега због биљака. Треба редовно одржавати акваријум са изменама воде до 20% недељно. Вредности воде требају бити; температура: 23-28 C, pH: 6.5 - 7.7, тврдоћа: 5.0dH-18.0dH.
Воли разноврсну храну, јер је сваштојед, прија му жива храна, иако понекад једе алге по акваријуму, у суштини је риба одавно навикнута на суву храну, било у флекицама или гранулама. Може се видети у току дана, како већи део истог проводи у грицкању и стругању биљака, камења и пањева, јер је у потрази за микроорганизмима и алгама које знају да обитавају на истим. Немојте погрешно протумачити биколора као алгара, али он јесте користан чистач у сваком акваријуму.
Разликовање полова је досада примећено само по томе што женка има сивљи стомак и мало је округлија од мужјака, који је издуженији и са изразито црним стомаком. Уколико услови у самом акваријуму нису добри, то се одмах примети на овој риби, јер моментално из црне боје пређе у сиву. Такве појаве не треба мешати са чињеницом да је женка сивља од мужјака, али било каква промена боје је алармантна.

## Угроженост
Ова врста је скоро изумрла, и нису познати слободни живи примерци. Седамдесетих година у Тајланду су изграђене многе бране, које су промениле токове река. Велике мочварне зоне у којима је обитавао су исушене. Да ствар буде још гора, неконтролисано је ловљен за то време и то пре свега у акваристичке сврхе.
Ова риба, се тренутно налази на црвеној листи угрожених врста у природи. Комерцијализација његовог узгоја, коју је подстакла акваристика пре свега, је ипак донела наду у његов повратак у матичне воде, јер је сада на човеку да исправи грешке које је чинио у претходним деценијама и да омогући истој много бољу будућност.
Размножавање у заједничком акваријуму је практично немогуће. Што због његове нарави, што због чињенице да у природи ова риба захтева доста велик простор за оснивање заједнице мужјак – женка. Било је појединих забележених успешних случајева размножавања и узгоја у акваристичким условима. У југоисточној Азији, он се данас размножава комерцијално унутар вештачких језера на рибљим фармама, јер му је у самом природном станишту угрожен опстанак.

## Распрострањење
Ареал врсте је ограничен на једну државу. Тајланд је једино познато природно станиште врсте.
Биколор је први пут описан 1931. а први пут је увезен у Европу, 1952. године од стране аквариста из Хамбурга, Немачка. У природи, живи у топлим рекама, у плитким водама Ме Нам Чао Плаја базена све до Пакнампо регије Тајланда, Бурме и Лаоса - Југоисточна Азија. У природном окружењу обично обитава у рекама које имају плитко и степенасто стеновито дно, које је прекривено корењем, у којем проналази алге, мале инсекте и ларве, које чине основу његове исхране.
Веома робусна и издржљива риба, која није захтевна у погледу услова држања, нити је пробирљива кад је у питању исхрана. Релативно је лака за држање у акваријуму, докле год има довољно простора за кретање, довољно места за скривање и док није приморана да дели тај простор са сродним врстама. Потребно ју је држати у акваријуму чија дужина је минимум 80 цм, и да поседује бар 100 литара.

## Станиште
Станишта врсте су мочварна подручја и слатководна подручја. Врста је присутна на подручју реке Меконг у југоисточној Азији.